# Émile Bossaert
Pour les articles homonymes, voir Bossaert.
 (août 2022).
La mise en forme du texte ne suit pas les recommandations de Wikipédia : il faut le « wikifier ».
Les points d'amélioration suivants sont les cas les plus fréquents :
- Les titres sont pré-formatés par le logiciel. Ils ne sont ni en capitales, ni en gras.
- Le texte ne doit pas être écrit en capitales (les noms de famille non plus), ni en gras, ni en italique, ni en « petit »…
- Le gras n'est utilisé que pour surligner le titre de l'article dans l'introduction, une seule fois.
- L'italique est rarement utilisé : mots en langue étrangère, titres d'œuvres, noms de bateaux, etc.
- Les citations ne sont pas en italique mais en corps de texte normal. Elles sont entourées par des guillemets français : « et ».
- Les listes à puces sont à éviter, des paragraphes rédigés étant largement préférés. Les tableaux sont à réserver à la présentation de données structurées (résultats, etc.).
- Les appels de note de bas de page (petits chiffres en exposant, introduits par l'outil «  Source ») sont à placer entre la fin de phrase et le point final[comme ça].
- Les liens internes (vers d'autres articles de Wikipédia) sont à choisir avec parcimonie. Créez des liens vers des articles approfondissant le sujet. Les termes génériques sans rapport avec le sujet sont à éviter, ainsi que les répétitions de liens vers un même terme.
- Les liens externes sont à placer uniquement dans une section « Liens externes », à la fin de l'article. Ces liens sont à choisir avec parcimonie suivant les règles définies. Si un lien sert de source à l'article, son insertion dans le texte est à faire par les notes de bas de page.
- La présentation des références doit suivre les conventions bibliographiques. Il est recommandé d'utiliser les modèles {{Ouvrage}}, {{Chapitre}}, {{Article}}, {{Lien web}} et/ou {{Bibliographie}}. Le mode d'édition visuel peut mettre en forme automatiquement les références.
- Insérer une infobox (cadre d'informations à droite) n'est pas obligatoire pour parachever la mise en page.

Pour une aide détaillée, merci de consulter Aide:Wikification.
Si vous pensez que ces points ont été résolus, vous pouvez retirer ce bandeau et améliorer la mise en forme d'un autre article.
Émile Cyrille Bossaert, dit Émile Bossaert, né le 27 février 1854 à Voormezele, Belgique et mort le 30 juillet 1920, est un industriel et politicien belge.

## Biographie

### Vie personnelle
Émile Cyrille Bossaert est le fils de Carolus Liborius Bossaert, né le 22 juillet 1826, boulanger et de Adelaïde Sabina De Stoop, née le 2 février 1828, femme au foyer. Ils ont ensemble neuf enfants : Alphonsus Casimirus Bossaert (né en 1853), Émile Cyrille Bossaert, Gustaef Eli Bossaert (né en 1855), Louisa Maria Bossaert (née en 1857), Elisa Lucia Bossaert (née en 1858), Florence Marie Félicie Bossaert (née en 1860), Jérôme Marie Joseph Bossaert (né en 1862), Adonie Félicie Marie Bossaert (née en 1865) et Marie Adonie Romaine Bossaert (née en 1870).
Émile Bossaert se marie une première fois le 17 avril 1880 avec Marie Virginie Vanlandeghem puis il se marie une seconde fois le 13 avril 1885 avec Marie Leonie Broeckaert avec qui il a trois enfants : Maurice Charles Bossaert (né en 1886), Oscar Bossaert (né en 1887) et Marguerite Jeanne Bossaert (née en 1889).
En 1915, alors que son fils ainé par à la bataille de l'Yser, guerre ayant été menée par le roi Albert 1er à la suite du commencement de la première guerre mondiale, Émile Bossaert le perd, mort pour la patrie. 
Le 30 juillet 1920, Émile Bossaert décède brutalement dans l’exercice de sa fonction de bourgmestre de Koekelberg, laissant ainsi sa femme et ses deux derniers enfants. Le 3 août de la même année, l’inhumation de Émile Bossaert est alors organisée au cimetière de Koekelberg. 

## Carrière professionnelle

### L'usine Victoria
Le 13 mars 1896, Émile Bossaert s’associe avec Charles Jeghers et Joseph Carlier pour créer la société anonyme « Manufacture des biscuits et desserts Victoria » en réaction au succès fulgurent des biscuiteries en Angleterre. La société a alors comme activité principale la confection de biscuit et de chocolat. Elle se situe Rue De Neck, sur le plateau de Koekelberg. Ayant déjà assez d’expérience dans le domaine grâce à son père anciennement boulanger, Émile Bossaert est alors élu administrateur délégué de la biscuiterie. Il possède ainsi 526 actions du capital et 66 parts de l’entreprise.

La société se place rapidement comme l’une des plus grandes entreprises en Belgique. À la suite de cela, Manufacture des biscuits et desserts Victoria s’étend sur Bruxelles en rachetant des habitations mitoyennes. Dans les années 1950, elle produira plus de 10 000 tonnes de biscuits et de chocolats et emploiera plus de 1,500 salariés. L’ambition de Émile Bossaert au regard de son industrie était alors de procurer un travail assuré à ses concitoyens et principalement à la classe ouvrière de sa commune. Ainsi, l’entreprise Victoria se munira d’un règlement intérieur plus favorable aux ouvriers, portera une attention particulière au regard de la tenue du personnel et imposera une douche obligatoire une fois par semaine après en avoir installée dans l’usine .
En 1904, à la suite du succès grandissant de la chocolaterie, une deuxième usine est alors ouverte à Dordrecht. Elle connaitra aussi un grand succès aux Pays-Bas. En 1910, les fondateurs de l’entreprise créent ainsi une association mutuelle nommée « La Victoria », anciennement la caisse de secours du personnel de Victoria-Bruxelles, qui servira à aider les ouvriers en arrêt maladie. L’usine est alors fortement active au niveau sociale et crée en plus, une association sportive et un cercle d’art dramatique. Plus tard, des logements seront construits Rue De Neck, pour le personnel de l’entreprise. 
Émile Bossaert devient par la suite le promoteur du foyer Koekelbergeois, société immobilière de logements sociaux Bruxellois. Au lendemain de la guerre, le foyer Koekelbergeois fera appel à quatre architectes pour la création d’un ensemble de logement sociaux.
Après la mort de Émile Bossaert, c’est alors son fils, Oscar Bossaert, qui le remplace dans la société. Lors du vingt-cinquième anniversaire de Manufacture des biscuits et desserts Victoria, les employés des usines de Koekelberg et Dordrecht cotiseront pour ériger un monument en la mémoire de Émile Bossaert. Les 26 et 27 juin 1921 seront mis à l’honneur du fondateur avec un diner de mille couverts, un concert public, une traversée de Bruxelles en calèche, un feu d'artifice et un pique-nique dans le jardin de Tervuren. En 1970, l’entreprise se fait racheter par la société General Biscuit Campagny et ferme ainsi son site à Koekelberg la même année[réf. souhaitée]. 

### Politique
Émile Bossaert commence sa carrière politique en 1890 en tant que conseiller dans une association libérale et finira sa carrière en tant que bourgmestre de Koekelberg de 1912 à 1920, année de son décès. Il portait une attention particulière à la situation des pauvres, les œuvres sociales d’entraide, à l’assistance maternelle et à la bourse de travail.

#### Parcours politique
Cet industriel belge commence sa carrière politique au côté d'une association libérale, l'Association de Bruxelles.  Fondée en 1847, l’Association de Bruxelles se penche vers l'aile "progressiste" des libéraux, plus soucieux ainsi du sort de la classe ouvrière et aussi des questions du droit de vote. En 1886, l’association libérale met en place un nouveau programme qui servira de trame à la charte du libéralisme progressiste. La revendication principale de ce nouveau programme sera d’étendre le suffrage à tous les électeurs potentiels sachant lire ou écrire. Émile Bossaert est alors élu conseiller dans l'Association de Bruxelles en 1890.
En 1903, Émile Bossaert se présente aux élections communales de Koekelberg. Les élections se déroulent le 18 octobre de ladite année. Il se présente ainsi sur la liste libérale, parti libéral, en tant qu’industriel. Émile Bossaert fait alors partie d’un des trois partis politiques dits « partis traditionnels ». Le parti libéral prône une politique anticléricale  militant pour la séparation stricte des pouvoirs. Il se penche aussi sur la condition de vie de la classe ouvrière jugée désastreuse. Ce parti est alors décrit comme une formation progressiste en opposition avec la droite dite catholique et conservatrice. Cette époque-ci, est appelée la période libérale depuis 1884 jusqu’en 1914. La tension se fait alors ressentir entre les partis politiques au regard de diverses problématiques, telles que la gestion des conditions de travail des ouvriers.
En 1904, Émile Bossaert est élu conseiller communal. En 1906, le politicien continue son parcours politique en se présentant comme échevin, il gagne les élections.
L’échevin se présente ainsi aux élections communales pour le titre de bourgmestre. Il occupera ainsi la fonction de bourgmestre durant huit ans, de 1912 à 1920, année de son décès. Après cette victoire en 1912, une importante manifestation est organisée par 55 sociétés pour féliciter le nouveau bourgmestre de Koekelberg. La foule a alors traversé les artères de la commune, dont la quasi-totalité était pavoisée, pour finir devant la maison communale. Le bourgmestre a ensuite accueilli les délégués des diverses sociétés qui l’ont ainsi félicité. Cette manifestation est due aux mauvaises conditions de travail des ouvriers de l'époque. Émile Bossaert redonnait ainsi de l’espoir à la classe ouvrière grâce à ses aspirations ainsi qu’à son usine qui multipliait les initiatives au regard de son personnel. 
Actif dans la vie politique de bourgmestre, il participe ainsi à divers événements, notamment des événements sportifs. Le 13 avril 1912, Émile Bossaert participe au banquet du comité Daring Club de Bruxelles organisé en l’honneur de l’équipe de football de la division 1 à la suite de leur victoire lors du championnat se tenant à Bruxelles. Il se place ainsi à la table d’honneur, en tant que président d’honneur, avec plusieurs autres personnalités publiques telles que M.Richiez, président du Daring Club. Cette place à la table d’honneur lui est aussi donnée grâce à la participation de son fils au championnat, Oscar Bossaert, footballeur belge.

La même année, le bourgmestre rejoint le bureau de la fédération du canton de Molenbeek-Saint-Jean en vue des élections provinciales du 9 juin 1912.

## Polémiques
Lors d’un conseil communal tenu en 1913, sous la présidente de Émile Bossaert, des tensions se font ressentir sur divers sujets. Tout d’abord, le catholique Sergysells, fait une critique sur la gestion de l’administration de la bienfaisance de l’année 1912 à la suite d'un achat de buste pour le bourgmestre, coutant 125 francs belges. De plus, François Hellinckx, ancien bourgmestre de la commune, souligne la non-exécution des réformes prises lors des dernières élections ainsi que la situation alarmante des pauvres. Le catholique Sergysells s’interroge sur la prochaine dénomination de l’avenue de la renaissance, dite avenue Émile Bossaert. Le bourgmestre répond  alors que l'initiative vient de ses collègues Collège, sans son consentement, pour éviter les divers confusions que les citoyens peuvent faire avec une des avenues principales de la capitale ayant un nom similaire. Ces divers problématiques montrent ainsi la tension entre libéraux et catholiques à cette époque.

## Honneurs
Depuis 1913, la Belgique rend honneur à ce grand industriel et politicien belge qu’est Émile Bossaert en remplaçant le nom de l’avenue de la renaissance par avenue Émile Bossaert situé dans la commune ayant marqué son histoire : Koekelberg.  
Joseph De Mue expose, dans une revue du Folklore Brabançon, son amitié avec Émile Bossaert. Il fait ainsi le portrait d’un homme n’ayant jamais oublié son passé modeste. Il qualifie ainsi l’industriel d’homme au bon cœur, avec une grande ambition pour sortir la classe ouvrier de sa condition. Joseph De Mue confie notamment des anecdotes sur Emile Bossaert. Lorsqu’il était encore échevin, celui-ci, après les séances hebdomadaires du Collège Echevinal, confiait à l’auteur des billets à donner aux pauvres-honteux, les plus méritant insistait-il. 
En 2022, la commune de Koekelberg a été invité par la ville de Bruxelles à confectionner le costume de Manneken-Pis. Ce 1081e costume fait ainsi référence au code postal de ladite commune. L’histoire de la chocolaterie de Émile Bossaert a alors été mis à l’honneur lors de la création de ce costume.